# AZS Olsztyn w sezonie 2016/2017

## Transfery

### Przyszli
| Imię i nazwisko     | Poprzedni klub         |
| ------------------- | ---------------------- |
| Aleksander Śliwka   | Asseco Resovia Rzeszów |
| Łukasz Makowski     | TSV Unterhaching       |
| Adrian Buchowski    | Effector Kielce        |
| Michał Żurek        | Łuczniczka Bydgoszcz   |
| Wojciech Włodarczyk | Cuprum Lubin           |
| Daniel Pliński      | Czarni Radom           |
| Jakub Kochanowski   | SMS PZPS Spała         |
| Jan Hadrava         | Nantes Rezé MV         |
| Hidde Boswinkel     | CMC Romagna            |
| Ezequiel Palacios   | La Union de Formosa    |

### Odeszli
| Imię i nazwisko      | Lata gry w klubie | Nowy klub            |
| -------------------- | ----------------- | -------------------- |
| Bartosz Bednorz      | 2014 – 2016       | PGE Skra Bełchatów   |
| Krzysztof Gulak      | 2014 – 2016       | Kyzikos Neas Peramou |
| Marcin Waliński      | 2015 – 2016       | MKS Będzin           |
| Michał Potera        | 2014 – 2016       | MKS Będzin           |
| Paweł Adamajtis      | 2014 – 2016       | AZS Częstochowa      |
| Filip Stoilović      | 2015 – 2016       | MSK Urfa             |
| Krzysztof Bieńkowski | 2015 – 2016       | BBTS Bielsko-Biała   |
| Maciej Zajder        | 2014 – 2016       | Espadon Szczecin     |
| Bram Van den Dries   | 2015 – 2016       | Spacer’s de Toulouse |
| Thomas Koelewijn     | 2015 – 2016       | Montpellier UC       |
| Mikko Oivanen        | 2016              | Hurrikaani-Loimaa    |

## Drużyna

### Sztab
| Pierwszy trener | Andrea Gardini       |
| Drugi trener    | Piotr Poskrobko      |
| Fizjoterapeuta  | Paweł Ciesiun        |
| Lekarz          | Wojciech Remiszewski |
| Statystyk       | Piotr Świniarski     |

### Zawodnicy
| Nr | Imię i nazwisko     | Data ur.   | Wzrost | Pozycja      |
| -- | ------------------- | ---------- | ------ | ------------ |
| 2  | Jan Hadrava         | 03.06.1991 | 199    | atakujący    |
| 3  | Michał Żurek        | 03.06.1988 | 182    | libero       |
| 4  | Daniel Pliński      | 10.12.1978 | 204    | środkowy     |
| 5  | Miłosz Zniszczoł    | 02.07.1986 | 199    | środkowy     |
| 6  | Michał Tomczak      | 20.10.1995 | 192    | rozgrywający |
| 7  | Jakub Kochanowski   | 17.07.1997 | 200    | środkowy     |
| 8  | Hidde Boswinkel     | 30.03.1995 | 202    | atakujący    |
| 9  | Piotr Szostek       | 28.07.1997 | 193    | atakujący    |
| 10 | Łukasz Makowski     | 21.02.1989 | 187    | rozgrywający |
| 11 | Aleksander Śliwka   | 24.05.1995 | 195    | przyjmujący  |
| 12 | Paweł Woicki        | 29.06.1983 | 183    | rozgrywający |
| 13 | Adrian Buchowski    | 30.09.1991 | 194    | przyjmujący  |
| 14 | Ezequiel Palacios   | 02.10.1992 | 198    | przyjmujący  |
| 15 | Maciej Ostaszyk     | 22.12.1995 | 199    | środkowy     |
| 17 | Jakub Zabłocki      | 10.04.1995 | 188    | libero       |
| 18 | Leszek Wójcik       | 06.11.1996 | 195    | przyjmujący  |
| 19 | Marek Kurmin        | 22.06.1995 | 185    | rozgrywający |
| 20 | Wojciech Włodarczyk | 28.10.1990 | 200    | przyjmujący  |

## Mecze w PlusLidze

### Faza zasadnicza
| 01.10.2016 | Jastrzębski Węgiel | 3:2 (25:19, 23:25, 22:25, 29:27, 15:7) | Indykpol AZS Olsztyn | Hala WS, Jastrzębie-Zdrój                                                                    |  |
| 18:00      | Wyjściowe ustawienie: Salvador Hidalgo Oliva 28 pkt Maciej Muzaj 26 pkt Grzegorz Kosok 9 pkt Damian Boruch 8 pkt Jason De Rocco 7 pkt Lukas Kampa 3 pkt Jakub Popiwczak (L) Zmiany: Wojciech Sobala 7 pkt Scott Touzinsky 1 pkt Marcin Bachmatiuk 0 pkt Marcin Ernastowicz 0 pkt Patryk Strzeżek 0 pkt Karol Gdowski (L) | statystyki                             | Wyjściowe ustawienie: 20 pkt Jan Hadrava 14 pkt Wojciech Włodarczyk 10 pkt Daniel Pliński 6 pkt Paweł Woicki 6 pkt Miłosz Zniszczoł 5 pkt Aleksander Śliwka (L) Michał Żurek Zmiany: 11 pkt Adrian Buchowski 1 pkt Jakub Kochanowski 0 pkt Hidde Boswinkel | Sędzia I: Jacek Litwin Sędzia II: Maciej Kolendowski Widzów: 980 MVP: Salvador Hidalgo Oliva |  |

| 08.10.2016 | Indykpol AZS Olsztyn | 3:0 (25:18, 25:21, 25:12) | GKS Katowice | Hala Urania, Olsztyn                                                               |  |
| 17:00      | Wyjściowe ustawienie: Miłosz Zniszczoł 11 pkt Jan Hadrava 10 pkt Wojciech Włodarczyk 10 pkt Daniel Pliński 9 pkt Adrian Buchowski 7 pkt Paweł Woicki 0 pkt Michał Żurek (L) Zmiany: Hidde Boswinkel 2 pkt Łukasz Makowski 0 pkt | statystyki                | Wyjściowe ustawienie: 14 pkt Serhij Kapełuś 5 pkt Karol Butryn 4 pkt Tomasz Kalembka 3 pkt Michał Błoński 2 pkt Marco Falaschi 0 pkt Bartłomiej Krulicki (L) Bartosz Mariański Zmiany: 6 pkt Rafał Sobański 4 pkt Gert van Walle 3 pkt Paweł Pietraszko 0 pkt Maciej Fijałek (L) Adrian Stańczak | Sędzia I: Jacek Broński Sędzia II: Agnieszka Michlic Widzów: 1500 MVP: Jan Hadrava |  |

| 14.10.2016 | Łuczniczka Bydgoszcz | 1:3 (18:25, 16:25, 25:19, 14:25) | Indykpol AZS Olsztyn | Hala Łuczniczka, Bydgoszcz                                                               |  |
| 20:15      | Wyjściowe ustawienie: Marcel Gromadowski 10 pkt Milan Katić 9 pkt Jan Nowakowski 8 pkt Mateusz Sacharewicz 7 pkt Patryk Szczurek 1 pkt Igor Yudin 1 pkt Mateusz Czunkiewicz (L) Zmiany: Jakub Rohnka 15 pkt Piotr Sieńko 3 pkt Kacper Bobrowski 0 pkt Bartosz Filipiak 0 pkt | statystyki                       | Wyjściowe ustawienie: 20 pkt Jan Hadrava 15 pkt Wojciech Włodarczyk 14 pkt Aleksander Śliwka 9 pkt Daniel Pliński 4 pkt Miłosz Zniszczoł 1 pkt Paweł Woicki (L) Michał Żurek Zmiany: 2 pkt Jakub Kochanowski 1 pkt Ezequiel Palacios 0 pkt Hidde Boswinkel | Sędzia I: Szymon Pindral Sędzia II: Magdalena Niewiarowska Widzów: 1970 MVP: Jan Hadrava |  |

| 22.10.2016 | ONICO AZS Politechnika Warszawska | 3:1 (25:23, 25:20, 18:25, 28:26) | Indykpol AZS Olsztyn | Hala Torwar, Warszawa                                                               |  |
| 15:00      | Wyjściowe ustawienie: Michał Filip 24 pkt Bartosz Kwolek 15 pkt Andrzej Wrona 11 pkt Guillaume Samica 10 pkt Jakub Kowalczyk 9 pkt Paweł Zagumny 5 pkt Maciej Olenderek (L) Zmiany: Paweł Halaba 1 pkt Paweł Mikołajczak 1 pkt Jan Firlej 0 pkt Łukasz Łapszyński 0 pkt Przemysław Smoliński 0 pkt Waldemar Świrydowicz 0 pkt | statystyki                       | Wyjściowe ustawienie: 14 pkt Jan Hadrava 11 pkt Aleksander Śliwka 5 pkt Daniel Pliński 5 pkt Wojciech Włodarczyk 4 pkt Miłosz Zniszczoł 0 pkt Paweł Woicki (L) Michał Żurek Zmiany: 9 pkt Jakub Kochanowski 7 pkt Ezequiel Palacios 3 pkt Hidde Boswinkel 0 pkt Łukasz Makowski | Sędzia I: Marek Heyducki Sędzia II: Piotr Skowroński Widzów: 2000 MVP: Michał Filip |  |

| 26.10.2016 | Indykpol AZS Olsztyn | 3:1 (25:22, 27:25, 18:25, 25:19) | AZS Częstochowa | Hala Urania, Olsztyn                                                                         |  |
| 18:00      | Wyjściowe ustawienie: Jan Hadrava 20 pkt Wojciech Włodarczyk 20 pkt Jakub Kochanowski 9 pkt Daniel Pliński 8 pkt Aleksander Śliwka 8 pkt Paweł Woicki 0 pkt Michał Żurek (L) Zmiany: Adrian Buchowski 5 pkt Hidde Boswinkel 2 pkt Łukasz Makowski 0 pkt | statystyki                       | Wyjściowe ustawienie: 22 pkt Paweł Adamajtis 15 pkt Michał Szalacha 15 pkt Rafał Szymura 8 pkt Łukasz Polański 1 pkt Konrad Buczek 1 pkt Adrian Szlubowski (L) Adam Kowalski Zmiany: 4 pkt Stanisław Wawrzyńczyk 1 pkt Oleksandr Grebeniuk 0 pkt Tomasz Kowalski 0 pkt Mykoła Moroz | Sędzia I: Paweł Burkiewicz Sędzia II: Maciej Kolendowski Widzów: 1500 MVP: Jakub Kochanowski |  |

| 29.10.2016 | BBTS Bielsko-Biała | 0:3 (22:25, 23:25, 16:25) | Indykpol AZS Olsztyn | Hala WS, Bielsko-Biała                                                               |  |
| 17:00      | Wyjściowe ustawienie: Adam Bartos 7 pkt Wojciech Siek 7 pkt Miloš Vemić 7 pkt Mariusz Gaca 3 pkt Dmytro Storożyłow 3 pkt Bartosz Janeczek 2 pkt Łukasz Koziura (L) Zmiany: Paweł Gryc 10 pkt Bartłomiej Lipiński 1 pkt Krzysztof Bieńkowski 0 pkt Bartłomiej Grzechnik 0 pkt Kamil Kwasowski 0 pkt Przemysław Czauderna (L) | statystyki                | Wyjściowe ustawienie: 15 pkt Wojciech Włodarczyk 11 pkt Jan Hadrava 11 pkt Aleksander Śliwka 10 pkt Daniel Pliński 6 pkt Jakub Kochanowski 0 pkt Paweł Woicki (L) Michał Żurek Zmiany: 0 pkt Hidde Boswinkel 0 pkt Łukasz Makowski 0 pkt Miłosz Zniszczoł | Sędzia I: Piotr Dudek Sędzia II: Paweł Burkiewicz Widzów: 500 MVP: Aleksander Śliwka |  |

| 07.11.2016 | Indykpol AZS Olsztyn | 3:0 (25:20, 25:23, 25:20) | Effector Kielce | Hala Urania, Olsztyn                                                                 |  |
| 18:00      | Wyjściowe ustawienie: Wojciech Włodarczyk 17 pkt Jan Hadrava 16 pkt Daniel Pliński 10 pkt Aleksander Śliwka 5 pkt Miłosz Zniszczoł 4 pkt Paweł Woicki 1 pkt Michał Żurek (L) Zmiany: Adrian Buchowski 1 pkt Hidde Boswinkel 0 pkt Łukasz Makowski 0 pkt | statystyki                | Wyjściowe ustawienie: 13 pkt Jakub Wachnik 10 pkt Maciej Pawliński 8 pkt Leo Andrić 6 pkt Jędrzej Maćkowiak 5 pkt Peter Wohlfahrtstätter 2 pkt Marcin Komenda (L) Damian Sobczak Zmiany: 1 pkt Bartosz Bućko 0 pkt Michał Superlak 0 pkt Patryk Więckowski | Sędzia I: Tomasz Janik Sędzia II: Marek Budzik Widzów: 1500 MVP: Wojciech Włodarczyk |  |

| 12.11.2016 | MKS Będzin | 2:3 (25:20, 22:25, 13:25, 25:22, 6:15) | Indykpol AZS Olsztyn | Hala WS, Sosnowiec                                                                      |  |
| 20:00      | Wyjściowe ustawienie: Rafael Rodrigues de Araújo 21 pkt Marcin Waliński 11 pkt Krzysztof Rejno 10 pkt Artur Ratajczak 8 pkt Nathan Roberts 5 pkt Łukasz Kozub 2 pkt Michał Potera (L) Zmiany: Jakub Peszko 8 pkt Kyle Russell 1 pkt Jonah Seif 1 pkt | statystyki                             | Wyjściowe ustawienie: 21 pkt Jan Hadrava 10 pkt Wojciech Włodarczyk 10 pkt Miłosz Zniszczoł 7 pkt Daniel Pliński 5 pkt Aleksander Śliwka 2 pkt Paweł Woicki (L) Michał Żurek Zmiany: 10 pkt Adrian Buchowski 8 pkt Ezequiel Palacios 1 pkt Hidde Boswinkel 0 pkt Jakub Kochanowski 0 pkt Łukasz Makowski | Sędzia I: Agnieszka Michlic Sędzia II: Maciej Maciejewski Widzów: 1350 MVP: Jan Hadrava |  |

| 18.11.2016 | Indykpol AZS Olsztyn | 0:3 (19:25, 16:25, 21:25) | ZAKSA Kędzierzyn-Koźle | Hala Urania, Olsztyn                                                          |  |
| 20:15      | Wyjściowe ustawienie: Jan Hadrava 11 pkt Adrian Buchowski 5 pkt Daniel Pliński 4 pkt Ezequiel Palacios 3 pkt Miłosz Zniszczoł 1 pkt Paweł Woicki 0 pkt Michał Żurek (L) Zmiany: Wojciech Włodarczyk 5 pkt Jakub Kochanowski 4 pkt Aleksander Śliwka 2 pkt Hidde Boswinkel 0 pkt Łukasz Makowski 0 pkt | statystyki                | Wyjściowe ustawienie: 14 pkt Sam Deroo 14 pkt Dawid Konarski 12 pkt Łukasz Wiśniewski 10 pkt Rafał Buszek 6 pkt Mateusz Bieniek 1 pkt Benjamin Toniutti (L) Paweł Zatorski Zmiany: 0 pkt Kevin Tillie | Sędzia I: Marek Budzik Sędzia II: Piotr Król Widzów: 2400 MVP: Dawid Konarski |  |

| 26.11.2016 | Asseco Resovia Rzeszów | 3:1 (25:19, 22:25, 25:22, 25:21) | Indykpol AZS Olsztyn | Hala Podpromie, Rzeszów                                                                   |  |
| 20:00      | Wyjściowe ustawienie: Gavin Schmitt 28 pkt John Perrin 14 pkt Piotr Nowakowski 11 pkt Marko Ivović 7 pkt Bartłomiej Lemański 6 pkt Fabian Drzyzga 2 pkt Damian Wojtaszek (L) Zmiany: Frederic Winters 9 pkt Dawid Dryja 0 pkt Marcin Możdżonek 0 pkt Jochen Schöps 0 pkt Lukáš Ticháček 0 pkt | statystyki                       | Wyjściowe ustawienie: 22 pkt Aleksander Śliwka 15 pkt Wojciech Włodarczyk 12 pkt Jan Hadrava 9 pkt Daniel Pliński 5 pkt Miłosz Zniszczoł 1 pkt Paweł Woicki (L) Michał Żurek Zmiany: 2 pkt Hidde Boswinkel 0 pkt Łukasz Makowski 0 pkt Ezequiel Palacios | Sędzia I: Waldemar Niemczura Sędzia II: Wojciech Maroszek Widzów: 4150 MVP: Gavin Schmitt |  |

| 30.11.2016 | Indykpol AZS Olsztyn | 3:1 (23:25, 28:26, 28:26, 25:13) | Espadon Szczecin | Hala Urania, Olsztyn                                                                   |  |
| 18:00      | Wyjściowe ustawienie: Wojciech Włodarczyk 17 pkt Aleksander Śliwka 15 pkt Daniel Pliński 14 pkt Jakub Kochanowski 12 pkt Jan Hadrava 9 pkt Paweł Woicki 3 pkt Michał Żurek (L) Zmiany: Hidde Boswinkel 3 pkt Łukasz Makowski 0 pkt Ezequiel Palacios 0 pkt Miłosz Zniszczoł 0 pkt | statystyki                       | Wyjściowe ustawienie: 18 pkt Bartłomiej Kluth 16 pkt Marcin Wika 9 pkt Bartosz Cedzyński 8 pkt Janusz Gałązka 8 pkt Michał Ruciak 1 pkt Veljko Petković (L) Adrian Mihułka Zmiany: 3 pkt Danaił Miłuszew 0 pkt Ivan Borovnjak 0 pkt Michał Sladecek | Sędzia I: Andrzej Kuchna Sędzia II: Wojciech Maroszek Widzów: 1200 MVP: Daniel Pliński |  |

| 03.12.2016 | PGE Skra Bełchatów | 3:1 (25:27, 25:22, 25:13, 25:21) | Indykpol AZS Olsztyn | Hala Energia, Bełchatów                                                                   |  |
| 14:45      | Wyjściowe ustawienie: Artur Szalpuk 18 pkt Srećko Lisinac 14 pkt Karol Kłos 10 pkt Nicolás Uriarte 7 pkt Mariusz Wlazły 6 pkt Bartosz Bednorz 0 pkt Kacper Piechocki (L) Zmiany: Bartosz Kurek 15 pkt Nikołaj Penczew 4 pkt | statystyki                       | Wyjściowe ustawienie: 18 pkt Jan Hadrava 12 pkt Wojciech Włodarczyk 7 pkt Aleksander Śliwka 7 pkt Miłosz Zniszczoł 5 pkt Daniel Pliński 1 pkt Paweł Woicki (L) Michał Żurek Zmiany: 2 pkt Hidde Boswinkel 2 pkt Ezequiel Palacios 1 pkt Adrian Buchowski 1 pkt Łukasz Makowski 0 pkt Jakub Kochanowski | Sędzia I: Maciej Twardowski Sędzia II: Waldemar Niemczura Widzów: 2650 MVP: Artur Szalpuk |  |

| 09.12.2016 | Indykpol AZS Olsztyn | 3:2 (25:21, 25:14, 21:25, 13:25, 16:14) | Lotos Trefl Gdańsk | Hala Urania, Olsztyn                                                                  |  |
| 20:15      | Wyjściowe ustawienie: Jan Hadrava 24 pkt Aleksander Śliwka 18 pkt Wojciech Włodarczyk 12 pkt Daniel Pliński 7 pkt Miłosz Zniszczoł 4 pkt Paweł Woicki 2 pkt Michał Żurek (L) Zmiany: Jakub Kochanowski 4 pkt Ezequiel Palacios 4 pkt Hidde Boswinkel 2 pkt Adrian Buchowski 1 pkt Łukasz Makowski 0 pkt | statystyki                              | Wyjściowe ustawienie: 25 pkt Damian Schulz 18 pkt Dmytro Paszycki 13 pkt Mateusz Mika 6 pkt Miłosz Hebda 4 pkt Bartosz Gawryszewski 0 pkt Michal Masný (L) Piotr Gacek Zmiany: 6 pkt Wojciech Grzyb 0 pkt Szymon Jakubiszak 0 pkt Bartosz Pietruczuk 0 pkt Szymon Romać 0 pkt Przemysław Stępień | Sędzia I: Waldemar Niemczura Sędzia II: Marek Lagierski Widzów: 2000 MVP: Jan Hadrava |  |

| 14.12.2016 | Cuprum Lubin | 1:3 (19:25, 22:25, 25:21, 23:25) | Indykpol AZS Olsztyn | Hala WS, Lubin                                                                                |  |
| 18:00      | Wyjściowe ustawienie: Łukasz Kaczmarek 12 pkt Piotr Hain 9 pkt Keith Pupart 9 pkt Robert Täht 3 pkt Marcus Böhme 0 pkt Grzegorz Łomacz 0 pkt Paweł Rusek (L) Zmiany: Mateusz Malinowski 9 pkt Dawid Gunia 8 pkt Igor Grobelny 6 pkt Maciej Gorzkiewicz 2 pkt Rafail Kumendakis 2 pkt | statystyki                       | Wyjściowe ustawienie: 21 pkt Aleksander Śliwka 17 pkt Jan Hadrava 17 pkt Wojciech Włodarczyk 12 pkt Miłosz Zniszczoł 7 pkt Daniel Pliński 1 pkt Paweł Woicki (L) Michał Żurek Zmiany: 1 pkt Ezequiel Palacios 0 pkt Adrian Buchowski 0 pkt Łukasz Makowski | Sędzia I: Jarosław Makowski Sędzia II: Maciej Maciejewski Widzów: 1750 MVP: Aleksander Śliwka |  |

| 18.12.2016 | Indykpol AZS Olsztyn | 3:1 (22:25, 25:16, 25:20, 25:15) | Cerrad Czarni Radom | Hala Urania, Olsztyn                                                                            |  |
| 15:00      | Wyjściowe ustawienie: Wojciech Włodarczyk 17 pkt Aleksander Śliwka 16 pkt Jan Hadrava 9 pkt Miłosz Zniszczoł 8 pkt Paweł Woicki 3 pkt Daniel Pliński 1 pkt Michał Żurek (L) Zmiany: Jakub Kochanowski 12 pkt Ezequiel Palacios 1 pkt | statystyki                       | Wyjściowe ustawienie: 17 pkt Wojciech Żaliński 12 pkt Tomasz Fornal 10 pkt David Smith 7 pkt Emanuel Kohút 3 pkt Bartłomiej Bołądź 1 pkt Michał Kędzierski (L) Dustin Watten Zmiany: 6 pkt Łukasz Wiese 1 pkt Jakub Urbanowicz 1 pkt Jakub Zwiech 0 pkt Michał Ostrowski 0 pkt Jakub Ziobrowski (L) Piotr Filipowicz | Sędzia I: Maciej Maciejewski Sędzia II: Jarosław Makowski Widzów: 1800 MVP: Wojciech Włodarczyk |  |

| 22.12.2016 | Indykpol AZS Olsztyn | 3:1 (24:26, 25:18, 25:23, 27:25) | Jastrzębski Węgiel | Hala Urania, Olsztyn                                                                            |  |
| 20:30      | Wyjściowe ustawienie: Jan Hadrava 20 pkt Wojciech Włodarczyk 20 pkt Jakub Kochanowski 14 pkt Aleksander Śliwka 2 pkt Paweł Woicki 1 pkt Miłosz Zniszczoł 1 pkt Michał Żurek (L) Zmiany: Adrian Buchowski 8 pkt Daniel Pliński 6 pkt Hidde Boswinkel 1 pkt Łukasz Makowski 0 pkt | statystyki                       | Wyjściowe ustawienie: 23 pkt Salvador Hidalgo Oliva 14 pkt Jason De Rocco 12 pkt Patryk Strzeżek 10 pkt Grzegorz Kosok 7 pkt Damian Boruch 6 pkt Lukas Kampa (L) Jakub Popiwczak Zmiany: 0 pkt Marcin Bachmatiuk 0 pkt Marcin Ernastowicz 0 pkt Radosław Gil 0 pkt Scott Touzinsky | Sędzia I: Magdalena Niewiarowska Sędzia II: Marcin Herbik Widzów: 1800 MVP: Wojciech Włodarczyk |  |

| 08.01.2017 | GKS Katowice | 0:3 (14:25, 20:25, 15:25) | Indykpol AZS Olsztyn | Hala Szopienice, Katowice                                                         |  |
| 14:45      | Wyjściowe ustawienie: Jan Hadrava 20 pkt Wojciech Włodarczyk 20 pkt Jakub Kochanowski 14 pkt Aleksander Śliwka 2 pkt Paweł Woicki 1 pkt Miłosz Zniszczoł 1 pkt Michał Żurek (L) Zmiany: Adrian Buchowski 8 pkt Daniel Pliński 6 pkt Hidde Boswinkel 1 pkt Łukasz Makowski 0 pkt | statystyki                | Wyjściowe ustawienie: 23 pkt Salvador Hidalgo Oliva 14 pkt Jason De Rocco 12 pkt Patryk Strzeżek 10 pkt Grzegorz Kosok 7 pkt Damian Boruch 6 pkt Lukas Kampa (L) Jakub Popiwczak Zmiany: 0 pkt Marcin Bachmatiuk 0 pkt Marcin Ernastowicz 0 pkt Radosław Gil 0 pkt Scott Touzinsky | Sędzia I: Szymon Pindral Sędzia II: Mariusz Gadzina Widzów: 600 MVP: Paweł Woicki |  |

| 21.01.2017 | Indykpol AZS Olsztyn | 3:0 (25:18, 30:28, 25:20) | ONICO AZS Politechnika Warszawska | Hala Urania, Olsztyn                                                                  |  |
| 17:00      | Wyjściowe ustawienie: Wojciech Włodarczyk 19 pkt Jan Hadrava 13 pkt Daniel Pliński 10 pkt Aleksander Śliwka 10 pkt Jakub Kochanowski 6 pkt Paweł Woicki 0 pkt Michał Żurek (L) Zmiany: Hidde Boswinkel 0 pkt Łukasz Makowski 0 pkt Miłosz Zniszczoł 0 pkt | statystyki                | Wyjściowe ustawienie: 13 pkt Michał Filip 13 pkt Bartosz Kwolek 9 pkt Jakub Kowalczyk 5 pkt Andrzej Wrona 2 pkt Łukasz Łapszyński 0 pkt Paweł Zagumny (L) Maciej Olenderek Zmiany: 6 pkt Guillaume Samica 0 pkt Jan Firlej 0 pkt Paweł Halaba 0 pkt Paweł Mikołajczak 0 pkt Przemysław Smoliński (L) Jędrzej Gruszczyński | Sędzia I: Mariusz Gadzina Sędzia II: Wojciech Maroszek Widzów: 1650 MVP: Michał Żurek |  |

| 27.01.2017 | Indykpol AZS Olsztyn | 3:1 (25:22, 25:21, 20:25, 25:20) | Łuczniczka Bydgoszcz | Hala Urania, Olsztyn                                                               |  |
| 18:00      | Wyjściowe ustawienie: Jan Hadrava 17 pkt Wojciech Włodarczyk 17 pkt Daniel Pliński 13 pkt Miłosz Zniszczoł 10 pkt Aleksander Śliwka 6 pkt Paweł Woicki 1 pkt Michał Żurek (L) Zmiany: Adrian Buchowski 3 pkt Hidde Boswinkel 0 pkt Łukasz Makowski 0 pkt Ezequiel Palacios 0 pkt | statystyki                       | Wyjściowe ustawienie: 15 pkt Bartosz Filipiak 15 pkt Milan Katić 13 pkt Igor Yudin 10 pkt Jan Nowakowski 6 pkt Mateusz Sacharewicz 1 pkt Patryk Szczurek (L) Mateusz Czunkiewicz Zmiany: 5 pkt Marcel Gromadowski 0 pkt Kacper Bobrowski 0 pkt Piotr Sieńko | Sędzia I: Marek Heyducki Sędzia II: Jacek Broński Widzów: 1200 MVP: Daniel Pliński |  |

| 04.02.2017 | AZS Częstochowa | 0:3 (18:25, 23:25, 22:25) | Indykpol AZS Olsztyn | Hala sportowa, Częstochowa                                                               |  |
| 17:00      | Wyjściowe ustawienie: Bartosz Buniak 9 pkt Michał Szalacha 8 pkt Mykoła Moroz 7 pkt Rafał Szymura 6 pkt Konrad Buczek 0 pkt Bartłomiej Janus 0 pkt Adam Kowalski (L) Zmiany: Oleksandr Grebeniuk 7 pkt Tomasz Kowalski 2 pkt Adrian Szlubowski 1 pkt Stanisław Wawrzyńczyk 1 pkt | statystyki                | Wyjściowe ustawienie: 20 pkt Jan Hadrava 15 pkt Wojciech Włodarczyk 8 pkt Jakub Kochanowski 7 pkt Daniel Pliński 7 pkt Aleksander Śliwka 0 pkt Paweł Woicki (L) Michał Żurek Zmiany: 0 pkt Hidde Boswinkel 0 pkt Adrian Buchowski 0 pkt Łukasz Makowski 0 pkt Ezequiel Palacios | Sędzia I: Paweł Burkiewicz Sędzia II: Szymon Pindral Widzów: 1000 MVP: Jakub Kochanowski |  |

| 11.02.2017 | Indykpol AZS Olsztyn | 3:0 (25:17, 25:18, 25:22) | BBTS Bielsko-Biała | Hala Urania, Olsztyn                                                                     |  |
| 17:00      | Wyjściowe ustawienie: Aleksander Śliwka 15 pkt Jan Hadrava 13 pkt Wojciech Włodarczyk 13 pkt Jakub Kochanowski 8 pkt Daniel Pliński 5 pkt Paweł Woicki 0 pkt Michał Żurek (L) Zmiany: Hidde Boswinkel 1 pkt Ezequiel Palacios 1 pkt Łukasz Makowski 0 pkt | statystyki                | Wyjściowe ustawienie: 10 pkt Kamil Kwasowski 7 pkt Bartosz Janeczek 6 pkt Bartłomiej Grzechnik 6 pkt Bartłomiej Lipiński 1 pkt Wojciech Siek 0 pkt Dmytro Storożyłow (L) Łukasz Koziura Zmiany: 7 pkt Paweł Gryc 4 pkt Adam Bartos 1 pkt Mariusz Gaca 0 pkt Krzysztof Bieńkowski (L) Przemysław Czauderna | Sędzia I: Anna Niedbał Sędzia II: Piotr Skowroński Widzów: 1500 MVP: Wojciech Włodarczyk |  |

| 18.02.2017 | Effector Kielce | 0:3 (23:25, 19:25, 19:25) | Indykpol AZS Olsztyn | Hala Legionów, Kielce                                                                     |  |
| 18:00      | Wyjściowe ustawienie: Michał Superlak 9 pkt Jakub Wachnik 9 pkt Maciej Pawliński 7 pkt Peter Wohlfahrtstätter 5 pkt Aleksiej Nałobin 4 pkt Marcin Komenda 1 pkt Szymon Biniek (L) Zmiany: Bartosz Bućko 9 pkt Leo Andrić 0 pkt Krzysztof Antosik 0 pkt Konrad Formela 0 pkt | statystyki                | Wyjściowe ustawienie: 13 pkt Jan Hadrava 11 pkt Aleksander Śliwka 10 pkt Miłosz Zniszczoł 6 pkt Daniel Pliński 6 pkt Wojciech Włodarczyk 1 pkt Paweł Woicki (L) Michał Żurek Zmiany: 7 pkt Ezequiel Palacios 0 pkt Hidde Boswinkel 0 pkt Łukasz Makowski | Sędzia I: Maciej Twardowski Sędzia II: Marek Lagierski Widzów: 2100 MVP: Miłosz Zniszczoł |  |

| 22.02.2017 | Indykpol AZS Olsztyn | 3:2 (24:26, 19:25, 25:13, 25:13, 15:9) | MKS Będzin | Hala Urania, Olsztyn                                                                           |  |
| 18:00      | Wyjściowe ustawienie: Wojciech Włodarczyk 15 pkt Jan Hadrava 13 pkt Jakub Kochanowski 13 pkt Aleksander Śliwka 13 pkt Daniel Pliński 11 pkt Paweł Woicki 4 pkt Michał Żurek (L) Zmiany: Hidde Boswinkel 1 pkt Adrian Buchowski 0 pkt Ezequiel Palacios 0 pkt | statystyki                             | Wyjściowe ustawienie: 19 pkt Rafael Rodrigues de Araújo 11 pkt Zlatan Yordanov 8 pkt Artur Ratajczak 8 pkt Krzysztof Rejno 7 pkt Marcin Waliński 2 pkt Jonah Seif (L) Michał Potera Zmiany: 1 pkt Nathan Roberts 1 pkt Kyle Russell 0 pkt Łukasz Kozub 0 pkt Mateusz Piotrowski 0 pkt Dawid Woch | Sędzia I: Maciej Twardowski Sędzia II: Magdalena Niewiarowska Widzów: 2000 MVP: Daniel Pliński |  |

| 25.02.2017 | ZAKSA Kędzierzyn-Koźle | 3:1 (21:25, 25:21, 25:21, 25:22) | Indykpol AZS Olsztyn | Hala Azoty, Kędzierzyn-Koźle                                                                  |  |
| 14:45      | Wyjściowe ustawienie: Rafał Buszek 17 pkt Sam Deroo 13 pkt Mateusz Bieniek 11 pkt Dawid Konarski 10 pkt Łukasz Wiśniewski 10 pkt Benjamin Toniutti 2 pkt Paweł Zatorski (L) Zmiany: Dominik Witczak 4 pkt | statystyki                       | Wyjściowe ustawienie: 17 pkt Wojciech Włodarczyk 16 pkt Jan Hadrava 12 pkt Jakub Kochanowski 8 pkt Miłosz Zniszczoł 5 pkt Aleksander Śliwka 2 pkt Paweł Woicki (L) Michał Żurek Zmiany: 3 pkt Adrian Buchowski 0 pkt Hidde Boswinkel 0 pkt Łukasz Makowski | Sędzia I: Maciej Maciejewski Sędzia II: Jarosław Makowski Widzów: 2250 MVP: Benjamin Toniutti |  |

| 04.03.2017 | Indykpol AZS Olsztyn | 2:3 (25:19, 25:23, 17:25, 21:25, 10:15) | Asseco Resovia Rzeszów | Hala Urania, Olsztyn                                                                    |  |
| 14:45      | Wyjściowe ustawienie: Wojciech Włodarczyk 22 pkt Jan Hadrava 17 pkt Aleksander Śliwka 9 pkt Daniel Pliński 4 pkt Miłosz Zniszczoł 4 pkt Paweł Woicki 0 pkt Michał Żurek (L) Zmiany: Adrian Buchowski 4 pkt Hidde Boswinkel 2 pkt Jakub Kochanowski 2 pkt Ezequiel Palacios 1 pkt | statystyki                              | Wyjściowe ustawienie: 21 pkt Jochen Schöps 11 pkt John Perrin 8 pkt Thibault Rossard 7 pkt Marcin Możdżonek 3 pkt Bartłomiej Lemański 1 pkt Fabian Drzyzga (L) Mateusz Masłowski Zmiany: 15 pkt Marko Ivović 10 pkt Dawid Dryja 0 pkt Thomas Jaeschke 0 pkt Lukáš Ticháček | Sędzia I: Agnieszka Michlic Sędzia II: Zbigniew Wolski Widzów: 2350 MVP: Fabian Drzyzga |  |

| 08.03.2017 | Espadon Szczecin | 2:3 (25:20, 25:27, 25:17, 16:25, 11:15) | Indykpol AZS Olsztyn | Netto Arena, Szczecin                                                                |  |
| 18:00      | Wyjściowe ustawienie: Maciej Wołosz 17 pkt Bartłomiej Kluth 13 pkt Janusz Gałązka 12 pkt Michał Ruciak 12 pkt Maciej Zajder 10 pkt Michał Sladecek 3 pkt Dawid Murek (L) Zmiany: Danaił Miłuszew 8 pkt Łukasz Perłowski 1 pkt Michał Kozłowski 0 pkt Adrian Mihułka (L) | statystyki                              | Wyjściowe ustawienie: 22 pkt Jan Hadrava 18 pkt Wojciech Włodarczyk 16 pkt Daniel Pliński 3 pkt Aleksander Śliwka 1 pkt Miłosz Zniszczoł 0 pkt Paweł Woicki (L) Michał Żurek Zmiany: 7 pkt Adrian Buchowski 4 pkt Jakub Kochanowski 3 pkt Hidde Boswinkel 2 pkt Ezequiel Palacios 0 pkt Łukasz Makowski (L) Jakub Zabłocki | Sędzia I: Jacek Broński Sędzia II: Agnieszka Michlic Widzów: 926 MVP: Daniel Pliński |  |

| 11.03.2017 | Indykpol AZS Olsztyn | 2:3 (27:29, 15:25, 25:22, 25:19, 9:15) | PGE Skra Bełchatów | Hala Urania, Olsztyn                                                                     |  |
| 14:45      | Wyjściowe ustawienie: Wojciech Włodarczyk 24 pkt Jan Hadrava 20 pkt Aleksander Śliwka 20 pkt Jakub Kochanowski 7 pkt Paweł Woicki 3 pkt Daniel Pliński 2 pkt Michał Żurek (L) Zmiany: Miłosz Zniszczoł 3 pkt Hidde Boswinkel 0 pkt Adrian Buchowski 0 pkt Łukasz Makowski 0 pkt | statystyki                             | Wyjściowe ustawienie: 24 pkt Mariusz Wlazły 20 pkt Srećko Lisinac 11 pkt Karol Kłos 10 pkt Nikołaj Penczew 8 pkt Artur Szalpuk 6 pkt Nicolás Uriarte (L) Kacper Piechocki Zmiany: 1 pkt Bartosz Bednorz 1 pkt Michał Winiarski 0 pkt Marcin Janusz | Sędzia I: Paweł Ignatowicz Sędzia II: Waldemar Kobienia Widzów: 2400 MVP: Srećko Lisinac |  |

| 18.03.2017 | Lotos Trefl Gdańsk | 0:3 (26:28, 25:27, 18:25) | Indykpol AZS Olsztyn | Ergo Arena, Gdańsk                                                                    |  |
| 20:00      | Wyjściowe ustawienie: Damian Schulz 17 pkt Dmytro Paszycki 12 pkt Mateusz Mika 10 pkt Bartosz Gawryszewski 4 pkt Miłosz Hebda 2 pkt Michal Masný 1 pkt Piotr Gacek (L) Zmiany: Szymon Romać 3 pkt Bartosz Pietruczuk 2 pkt Przemysław Stępień 2 pkt Patryk Niemiec 1 pkt Wojciech Grzyb 0 pkt Fabian Majcherski (L) | statystyki                | Wyjściowe ustawienie: 19 pkt Jan Hadrava 15 pkt Wojciech Włodarczyk 8 pkt Jakub Kochanowski 7 pkt Aleksander Śliwka 5 pkt Daniel Pliński 4 pkt Paweł Woicki (L) Michał Żurek Zmiany: 0 pkt Hidde Boswinkel 0 pkt Miłosz Zniszczoł (L) Jakub Zabłocki | Sędzia I: Mariusz Gadzina Sędzia II: Maciej Kolendowski Widzów: 3500 MVP: Jan Hadrava |  |

| 25.03.2017 | Indykpol AZS Olsztyn | 3:1 (17:25, 25:17, 25:21, 25:23) | Cuprum Lubin | Hala Urania, Olsztyn                                                           |  |
| 14:45      | Wyjściowe ustawienie: Jan Hadrava 17 pkt Daniel Pliński 14 pkt Wojciech Włodarczyk 13 pkt Jakub Kochanowski 12 pkt Aleksander Śliwka 10 pkt Paweł Woicki 2 pkt Michał Żurek (L) Zmiany: Ezequiel Palacios 1 pkt Hidde Boswinkel 0 pkt Miłosz Zniszczoł 0 pkt | statystyki                       | Wyjściowe ustawienie: 19 pkt Łukasz Kaczmarek 12 pkt Dawid Gunia 11 pkt Rafail Kumendakis 11 pkt Keith Pupart 9 pkt Marcus Böhme 1 pkt Grzegorz Łomacz (L) Paweł Rusek Zmiany: 3 pkt Mateusz Malinowski 0 pkt Maciej Gorzkiewicz 0 pkt Adam Michalski | Sędzia I: Marcin Herbik Sędzia II: Tomasz Janik Widzów: 1800 MVP: Paweł Woicki |  |

| 31.03.2017 | Cerrad Czarni Radom | 1:3 (25:23, 15:25, 19:25, 19:25) | Indykpol AZS Olsztyn | Hala MOSiR, Radom                                                                 |  |
| 18:00      | Wyjściowe ustawienie: Wojciech Żaliński 12 pkt Emanuel Kohút 10 pkt David Smith 8 pkt Tomasz Fornal 5 pkt Bartłomiej Bołądź 4 pkt Michał Kędzierski 2 pkt Dustin Watten (L) Zmiany: Jakub Urbanowicz 11 pkt Michał Ostrowski 1 pkt Jakub Ziobrowski 1 pkt Kacper Gonciarz 0 pkt | statystyki                       | Wyjściowe ustawienie: 19 pkt Jan Hadrava 12 pkt Aleksander Śliwka 12 pkt Wojciech Włodarczyk 10 pkt Jakub Kochanowski 2 pkt Paweł Woicki 0 pkt Daniel Pliński (L) Michał Żurek Zmiany: 11 pkt Miłosz Zniszczoł (L) Jakub Zabłocki | Sędzia I: Waldemar Niemczura Sędzia II: Piotr Król Widzów: 1100 MVP: Paweł Woicki |  |

### Faza playoff

#### Mecze o 5. miejsce (dwumecz)
| 07.04.2017 | Cuprum Lubin | 1:3 (25:16, 24:26, 16:25, 21:25) | Indykpol AZS Olsztyn | Hala WS, Lubin                                                                    |  |
| 18:00      | Wyjściowe ustawienie: Robert Täht 16 pkt Łukasz Kaczmarek 9 pkt Keith Pupart 9 pkt Marcus Böhme 8 pkt Dawid Gunia 6 pkt Grzegorz Łomacz 4 pkt Paweł Rusek (L) Zmiany: Mateusz Malinowski 4 pkt Rafail Kumendakis 1 pkt Maciej Gorzkiewicz 0 pkt Adam Michalski 0 pkt | statystyki                       | Wyjściowe ustawienie: 21 pkt Aleksander Śliwka 14 pkt Jan Hadrava 5 pkt Jakub Kochanowski 5 pkt Miłosz Zniszczoł 1 pkt Wojciech Włodarczyk 1 pkt Paweł Woicki (L) Michał Żurek Zmiany: 20 pkt Ezequiel Palacios 0 pkt Hidde Boswinkel 0 pkt Łukasz Makowski | Sędzia I: Jacek Broński Sędzia II: Zbigniew Wolski Widzów: 1300 MVP: Paweł Woicki |  |

| 12.04.2017 | Indykpol AZS Olsztyn | 3:1 (25:27, 25:23, 25:15, 25:22) | Cuprum Lubin | Hala Urania, Olsztyn                                                                     |  |
| 18:00      | Wyjściowe ustawienie: Jan Hadrava 15 pkt Aleksander Śliwka 15 pkt Jakub Kochanowski 11 pkt Daniel Pliński 8 pkt Wojciech Włodarczyk 6 pkt Paweł Woicki 0 pkt Michał Żurek (L) Zmiany: Ezequiel Palacios 8 pkt Hidde Boswinkel 4 pkt Adrian Buchowski 4 pkt Miłosz Zniszczoł 1 pkt Łukasz Makowski 0 pkt Jakub Zabłocki (L) | statystyki                       | Wyjściowe ustawienie: 14 pkt Robert Täht 10 pkt Keith Pupart 9 pkt Łukasz Kaczmarek 7 pkt Dawid Gunia 5 pkt Marcus Böhme 0 pkt Grzegorz Łomacz (L) Paweł Rusek Zmiany: 10 pkt Mateusz Malinowski 5 pkt Rafail Kumendakis 2 pkt Adam Michalski 1 pkt Maciej Gorzkiewicz 0 pkt Piotr Hain (L) Marcin Kryś | Sędzia I: Piotr Skowroński Sędzia II: Marek Heyducki Widzów: 1400 MVP: Ezequiel Palacios |  |

## Mecze w Pucharze Polski

### 1/8 finału
| 04.01.2017 | Asseco Resovia Rzeszów | 3:0 (25:19, 25:21, 25:22) | Indykpol AZS Olsztyn | Hala Podpromie, Rzeszów                                      |  |
| 16:30      | Wyjściowe ustawienie: Gavin Schmitt 16 pkt Marko Ivović 12 pkt Thibault Rossard 12 pkt Marcin Możdżonek 5 pkt Fabian Drzyzga 1 pkt Piotr Nowakowski 0 pkt Damian Wojtaszek (L) Zmiany: Dawid Dryja 5 pkt Jochen Schöps 2 pkt Thomas Jaeschke 1 pkt Mateusz Masłowski (L) | statystyki                | Wyjściowe ustawienie: 13 pkt Aleksander Śliwka 8 pkt Jakub Kochanowski 4 pkt Daniel Pliński 2 pkt Jan Hadrava 1 pkt Wojciech Włodarczyk 0 pkt Paweł Woicki (L) Michał Żurek Zmiany: 6 pkt Hidde Boswinkel 4 pkt Ezequiel Palacios 2 pkt Miłosz Zniszczoł 1 pkt Łukasz Makowski (L) Jakub Zabłocki | Sędzia I: Marek Budzik Sędzia II: Marcin Weiner Widzów: 3752 |  |